# Сан Никола да Криса
Сан Нико̀ла да Крѝса (на италиански: San Nicola da Crissa) е село и община в Южна Италия, провинция Вибо Валентия, регион Калабрия. Разположено е на 518 m надморска височина. Населението на общината е 1375 души (към 2012 г.).